# Чжан Цзілінь
Чжан Цзілінь (кит. трад. 張繼林, піньїнь: Zhāng Jìlín; нар. 24 червня 1986, Харбін) — китайська шахістка, гросмейстер серед жінок (2007), міжнародний арбітр ФІДЕ (2010).

## Біографія
1996 року представляла Китай на юнацькому чемпіонаті світу серед дівчат у віковій групі до 10 років, а з 2004 по 2006 рік виступала на чемпіонаті світу серед юніорів у віковій групі до 20 років. Першу норму гросмейстера серед жінок виконала 2002 року в Бейхаї на чемпіонаті Китаю серед жінок. 2005 року в Будапешті разом з Петером Прохаскою поділила 2-ге місце на міжнародному турнірі за швейцарською системою (переміг Нгуєн Нгок Чионг Шон). У 2006 році виконала другу і третю норми гросмейстера серед жінок на юніорському чемпіонаті світу  серед дівчат в Єревані і на міжнародному турнірі «Singapore Masters International Open» у Сінгапурі. 2008 року в Новокузнецьку здобула бронзову медаль на чемпіонаті світу серед студенток На Чемпіонаті світу серед жінок 2008, який проходив у Нальчику за олімпійською системою в першому раунді програла Інні Гапоненко. У 2009 році посіла п'яте місце на чемпіонаті Азії серед жінок у філіппінському місті Субік-Бей.